# 잉여인간 (영화)
《잉여인간》은 1964년 개봉된 대한민국의 영화이다. 손창섭의 단편소설 〈잉여인간〉을 원작으로 유현목 감독이 연출했고, 김진규, 신영균, 박암, 도금봉, 김석강, 태현실이 출연했다. 청룡영화상 작품상, 부일영화상 작품상을 수상했다.

## 배역
- 김진규
- 신영균
- 도금봉
- 김석강
- 태현실
- 박암

## 수상
- 1964년 제2회 청룡영화상
  - 작품상
  - 감독상 - 유현목
  - 남우주연상 - 김진규
  - 여우조연상 - 황정순
  - 촬영상 - 홍동혁
  - 미술상 - 박석인
- 1965년 제4회 대종상
  - 편집상 - 유재원
  - 신인상 - 김석강
- 1965년 제8회 부일영화상
  - 최우수작품상
  - 감독상 - 유현목